# Pearl Street Station
Die Pearl Street Station (deutsch Kraftwerk Pearl Street) war eines der ersten Kraftwerke der Welt und wurde nach der Pearl Street im New Yorker Stadtteil Manhattan benannt, wo es sich befand. Es wurde unter Thomas Alva Edison erbaut und war von 1882 bis 1895 in Betrieb.

## Geschichte
Am 17. Dezember 1880 gründete Edison die Edison Electric Illuminating Company of New York (ein direktes Vorläuferunternehmen der heutigen Consolidated Edison). Im Mai 1881 kaufte Edison die Gebäude 255 und 257 Pearl Street, die für das Kraftwerk vorgesehen waren. Im Juli 1881 wurde erstmals im Testbetrieb Strom erzeugt. Die Installation aller sechs Generatoren war im August 1882 abgeschlossen. Am Nachmittag des 4. Septembers 1882 startete der Regelbetrieb.
Zwischen September 1882 und Januar 1890 gab es nur eine drei Stunden lange Störung in dem Kraftwerk. Es setzte damit einen Standard für die Versorgungssicherheit. Ein Feuer zerstörte am 2. Januar 1890 große Teile des Kraftwerks. Alle bis auf einen Generator wurden zerstört. Nach elf Tagen konnte die Stromversorgung wiederhergestellt werden. Nach dem Brand wurde Pearl Street Station wiederaufgebaut, aber 1895 schlussendlich stillgelegt und abgerissen.

## Technik

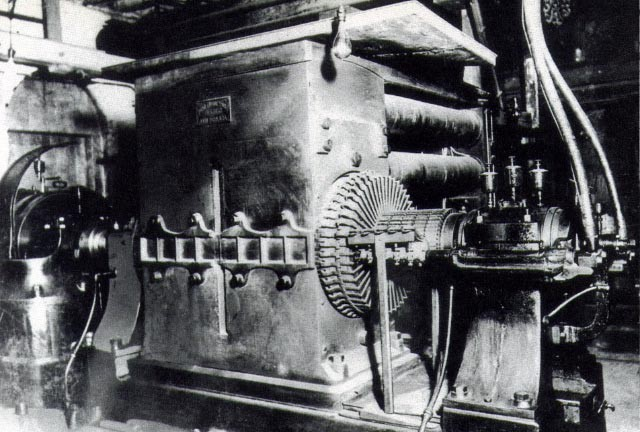
„Jumbo“-Generator

Das Kraftwerk bestand aus vier mit Kohle befeuerten Dampfkesseln, deren Dampf sechs Kolbendampfmaschinen des Herstellers Armington & Sims antrieb. Jede Dampfmaschine wiederum trieb einen elektrischen Gleichstromgenerator (damals als „Dynamo“ bezeichnet) an, der mit einer Leistung von etwa 90 bis 100 Kilowatt ausreichte, um bei den Stromkunden ungefähr 1100 bis 1200 Glühlampen zu betreiben. Aufgrund des hohen Gewichts der Generatoren von jeweils 27 Tonnen wurden diese auch als „Jumbo“ bezeichnet – nach dem zu dieser Zeit populären Zirkuselefanten Jumbo (* ca. 1860, † 1885). Die Umwandlung von Kohle in elektrische Energie erfolgte mit einem Wirkungsgrad von 2,5 %, wobei ein Teil der anfallenden Wärme in Form von Dampf an örtliche Industriebetriebe abgegeben und zur Beheizung von Wohnungen im Nahbereich genutzt wurde.

Schema des Dreileiter-Gleichstromnetzes

Das auf eine Länge von etwa 800 m ausgelegte und als Dreileiter-Gleichstromnetz betriebene Stromnetz wurde mit zweimal 110 Volt betrieben, die circa 100 V waren für den Betrieb von Edisons Kohlefadenlampen ideal. Zwischen den beiden äußeren Leitern betrug die Gleichspannung 220 Volt. Diese war für den Antrieb von Motoren vorgesehen. Da die Verbraucher direkt mit Niederspannung versorgt wurden, betrug die Maximalentfernung zum Kraftwerk etwa eine halbe Meile (etwa 0,8 km). Die elektrischen Leitungen wurden unter der Straßenoberfläche als Kruesi-Rohr, einer früheren Bauform von Erdkabeln, ausgeführt. Insgesamt wurden rund 24 km bis 30 km an Kruesi-Rohren verlegt.